# Ivan Lima
 (janvier 2023).
Pour les articles homonymes, voir Lima (homonymie).
Ivan Lima, né le 4 août 1948 à Rio de Janeiro, est un acteur brésilien.
Durant sa carrière, Ivan Lima joue dans des dizaines de productions télévisuelles et cinématographiques. Dans les années 1990, il s'installe en Inde dans une quête spirituelle, loin des médias et passe près de deux ans en prison dans le pays lorsqu'il décide de retourner au Brésil et de s'installer à Goiânia, capitale de l'État de Goiás.
Il est, aux côtés d'Amanda Constantino et Paulo Aragão, le présentateur d'une chaine Youtube parmi les plus populaires au Brésil intitulée « Fatos Desconhecidos », qui totalise près de quatre milliards de vues et 19 millions d'abonnés en 2022,. 
Selon srzd.com, Ivan Lima posséderait l'une des voix les plus connues du Brésil en 2022. 

## Biographie
Ivan Lima est né le 4 août 1948.

## Filmographie
- Une rose pour tous (1960);
- O Leito da Mulher Amada[4]
- O Jeca Macumbeiro (pt) (1974) : Mário[5],[4]
- O Quarto da Viúva[4]
- A Mulher Que Põe a Pomba no Ar[4].

## Théâtre
- Un Fil a la Patte[4]
- Santa Joana[4]
- Um Gosto de Mel[4]
- Os Mistérios do Ampr[4]
- O Comprador de Fazendas[4]
- A Vida Escrachada de Joana Martini e Baby Stompanato (pt).
- A Ratoeira[4]
- A Viagem[4]
- Bye Bye Pororoca[4]
- Boy Meets Boy[4]
- Geni[4]
- Afinal Uma Mulher de Negócios[4]
- Tartufo[4]
- O Vison Voador[4]

- Amigas, Pero No Mucho[6]

## Publications et productions
Pour tous les domaines — artistique, écrits et cinématographique — la publication ou la production se fait à compte d'auteur.
- (pt) A fotografia é a sua linguagem, 120 p.
- (pt) Fotojornalismo brasileiro: realidade e linguagem, Fotografia Brasileira, 1989 (ISBN 978-8585268022)
- (pt) Trilogia da Gávea, 7Letras, 2009 (ISBN 978-8575775448)
- (pt) Brasil-França - cinco séculos de sedução, 126 p.